# Pactul de Oțel
Pactul de Oțel (în limbile germană: Stahlpakt; italiană: Patto d'Acciaio), conform denumirii sale oficiale: Pactul de prietenie și alianță dintre Germania și Italia, a fost o înțelegere între Italia Fascistă și Germania nazistă semnată la 22 mai 1939, la Berlin, de către miniștrii de externe ai respectivelor țări, contele Galeazzo Ciano și Joachim von Ribbentrop.
Pactul a fost format din două părți: prima a fost o declarație de cooperare dintre Germania și Italia, în vreme ce partea a doua, „Protocolul secret adițional”, prevedea o politică comună militară și economică. 
Dictatorul italian Benito Mussolini a fost cel care a dat supranumele de „Pactul de Oțel”, după ce a renunțat la denumirea de „Pactul de Sânge”, ca urmare a sfaturilor consilierilor săi.

## Clauze
În primul rând, pactul obliga Germania și Italia să-și acorde de îndată ajutor militar, politic și economic în cazul declanșării unui război și să colaboreze în domeniile armatei și producției militare de război. Pactul stipula că nici una dintre părțile semnatare nu va semna un tratat de pace fără acordul celeilalte. Înțelegerea pleca de la premiza că războiul va fi declanșat cel puțin după trei ani. Când Germania a invadat Polonia la 2 septembrie 1939, Italia nu a fost pe deplin pregătită pentru război și i-a fost imposibil să-și îndeplinească obligațiunile asumate. Prin urmare, Italia a intrat în război doar în iunie 1940, când a atacat sudul Franței. 

### Articolul I
Articolul I prevedea că Germania și Italia urmau să păstreze toate canalele de comunicație dintre ele deschise pentru a ajunge la o înțelegere comună asupra tuturor intereselor comune și asupra situației europene ca un întreg.

### Articolul II
Articolul II obliga părțile semnatare să urmeze o politică externă comună. Cele două țări au convenit ca în cazul oricărui eveniment internațional să declanșeze consultări comune. 

### Articolul III
Articolul III stabilea că ce cele două părți vor asigura sprijin militar complet în cazul în care una dintre ele va întra în război. 

### Articolul IV
Articolul IV încuraja adâncirea cooperării în „sfera militară a economiei de război” și a unei mai bune comunicări dintre cele două state pentru a asigura o cât mai bună cooperare economică și militară. 

### Articolul V
Articolul V obliga Germania și Italia să cadă de acord asupra oricărui armistițiu și sprijinea planificarea militară comună a celor două state. 

### Articolul VI
Articolul VI sublinia importanța menținerii unor relații bune cu terțele state care au o atitudine prietenoasă față de Italia sau Germania. 

### Articolul VII
Articolul VII stabilea termenul de valabilitate al pactului: pactul urma să intre în vigoare de îndată și să aibă o perioadă de valabilitate de zece ani. 

### Protocolul secret adițional
Protocolul secret adițional al Pactului de Oțel cuprindea două secțiuni și nu a fost făcut public în momentul în care a fost semnat de către Ribbentrop și Ciano.
Prima secțiune obliga cele două țări să grăbească cooperarea lor militară și economică, în vreme ce a doua secțiune obliga cele două țări să coopereze în problemele presei, serviciilor de știri și de propagandă, să promoveze imaginea Axei fasciste. Cele două state urmau să numească o serie de specialiști care să-și desfășoare activitatea în capitala celeilalte țări și care urmau să lucreze în strânsă colaborare cu ministerele de externe respective.

## Încetarea valabilității
În conformitate cu prevederile Articolului VII, pactul avea o valabilitate de zece ani. După înfrângerea forțelor Axei și invazia aliată din Sicilia, italienii au semnat un armistițiu cu Aliații în septembrie 1943. Noul guvern condus de mareșalul Pietro Badoglio a organizat o armată care să lupte alături de aliați. În partea de nord a Italiei Mussolini a proclamat Republica Socială Italiană, care a continuat să reprezinte Italia în cadrul Pactului de Oțel.